# 마누 히노빌리
에마누엘 다비드 "마누" 히노빌리 마카리(스페인어: Emanuel David "Manu" Ginóbili Maccari, 1977년 7월 28일 ~ )는 아르헨티나의 은퇴한 농구 선수로 현역 시절 포지션은 슈팅 가드이다. NBA의 팀인 샌안토니오 스퍼스에서  활약했으며, 미국인이 아닌 선수로서는 농구 유로리그, 올림픽, NBA에서 모두 우승을 경험한 유일한 선수이다.

## 국가대표팀 경력
히노빌리는 아테네에서 열린 2004년 하계 올림픽에 아르헨티나 국가대표로 출전하여 준결승에서 세계 최강 미국을 완파하여 전 세계 농구팬들이 놀랄 만한 기량을 보였으며, 결승전에서도 맹활약하는 등 올림픽 남자 농구 종목에서 금메달을 획득하고 MVP를 수상받았다. 